# Vorsteher der Siegler
Der Vorsteher der Siegler war ein altägyptischer Titel, der seit dem Beginn des Mittleren Reiches (ca. 2000 v. Chr.) belegt ist. Das Amt findet sich am Hof als bedeutendes Staatsamt, ist aber auch in der Provinzialverwaltung bezeugt. Die „Vorsteher der Siegler“ am königlichen Hof tragen meist hohe Rangtitel wie „königlicher Siegler“. In der 13. Dynastie tragen die „Vorsteher der Siegler“ auch oft die Bezeichnung „Der dem König folgt“, eine Bezeichnung, die sonst in dieser Zeit nur noch für den „Obervermögensverwalter“ belegt ist, mit dem der „Vorsteher der Siegler“ also eng zusammenarbeitete.
Die Funktionen der „Vorsteher der Siegler“ sind umstritten. Es ist jedoch sicher, dass sie im Wirtschaftstrakt des Palastes oder anderer Institutionen tätig waren und dort vielleicht den siegelnden Beamten vorstanden. Wegen der fast identischen Schreibung wird der Titel oftmals innerhalb der Ägyptologie mit dem „Schatzmeister“ (Jmj-r3-ḫtmt) verwechselt.
Bekannte Titelträger waren Meru oder Senenmut.